# 1496
Năm 1496 là một năm trong lịch Julius.

## Mất
Trạng Lường Lương Thế Vinh